# 啓德道
啓德道（英語：Kai Tak Road）是香港九龍的一條道路，為位於九龍城的一條由北向南的單程路，北接賈炳達道，南接沙浦道。啓德道在前啟德機場的西北面，這條街是以啟德濱而命名的，與啟德濱計劃中的「啟德路」並不在同一位置，亦與後期啟德新發展區的周邊街道沒有關係。

## 街道來源

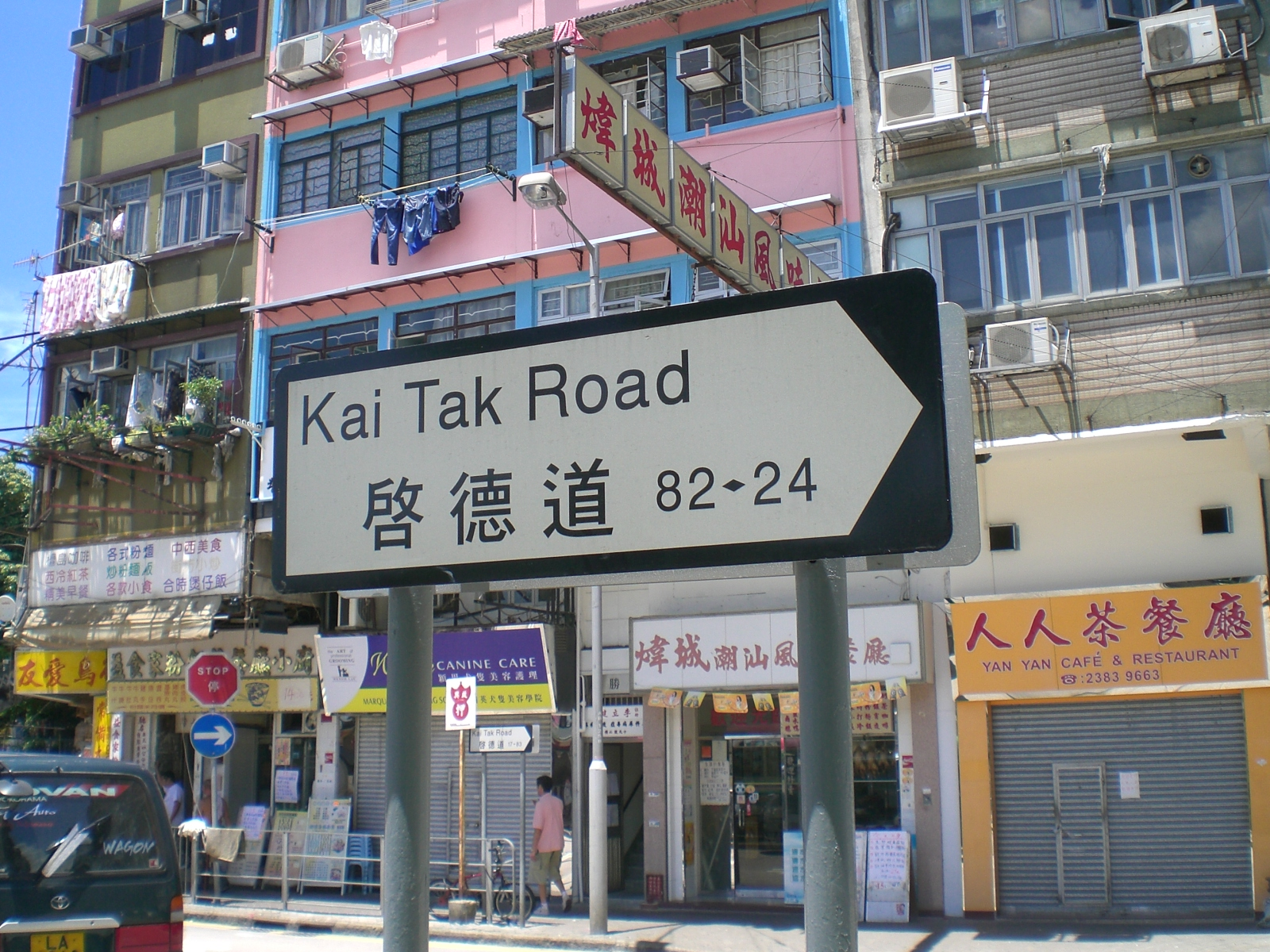
啓德道的路名使用電腦字普及前常用的「啓」，而非「啟」

啟德兩字源自於大律師何啟及建築商區德。二十世紀初，兩人於九龍灣填海，以建成物業，並以啟德濱命名該地。可是，公司不幸倒閉，這片土地亦空置長時間。後來，政府利用土地發展成機場，並命名為啟德機場，而鄰近的啟德濱已建成之首期部份有多座別墅，並建成四條東西走向的道路（啟德路、啟仁路、啟義路和長安街）及三條南北走向的內街（以一德路至三德路作命名，原計劃興建九條）。
香港日佔時期，啟德濱被炸，別墅和道路的物資全被擴建機場之用，令到整個啟德濱消失。香港重光之後，政府想保存啟德濱這個名稱，因此將鄰近機場的寶崗道改為啓德道，以作紀念。

## 未來發展
- 啓德道／沙浦道重建項目

## 外部連結
维基共享资源上的相關多媒體資源：啓德道